# Gulfläckig fotblomfluga
Gulfläckig fotblomfluga (Platycheirus transfugus) är en tvåvingeart som först beskrevs av Zetterstedt 1838.  Gulfläckig fotblomfluga ingår i släktet fotblomflugor, och familjen blomflugor.
Artens utbredningsområde är Sverige. Arten är reproducerande i Sverige. Inga underarter finns listade i Catalogue of Life.